# Cape Armitage
Cape Armitage är en udde i Antarktis. Den ligger i Östantarktis. Nya Zeeland gör anspråk på området.
Terrängen inåt land är platt åt sydväst, men åt nordost är den kuperad. Havet är nära Cape Armitage åt sydväst. Trakten är glest befolkad. Närmaste befolkade plats är McMurdo Station, 0,49 kilometer norr om Cape Armitage.